# Kupředu Polsko
Kupředu Polsko, polsky Naprzód Polsko [napšud polsko] je polská politická strana, zakložená politiky spojenými s Radiem Maryja. Mezi zakládajícími členy jsou europoslanci Bogdan Pęk, Bogusław Rogalski, Sylwester Chruszcz, Dariusz Grabowski, Andrzej Zapałowski a bývalý místopředseda (wicemarszałek) polského Sejmu Janusz Dobrosz, kteří všichni byli spojení se stranou LPR a se kterými sympatizuje ředitel Radia Maryja Tadeusz Rydzyk. V říjnu 2008 byla příslušnému soudu podána žádost o registraci strany.
 
Nová strana vedla rozhovory o možném začlenění či volební spolupráci s pravicovou stranou Prawica Rzeczypospolitej. V roce 2010 byla činnost strany ukončena.